# نشان ملی استونی
نشان ملی استونی نخست در ۱۹ ژوئن سال ۱۹۲۵ میلادی طراحی و به عنوان نشان این کشور انتخاب شد اما پس از تشکیل جمهوری سوسیالیستی استونی شوروی این نشان کنار گذاشته شد تا اینکه پس از کسب استقلال از روسیه دوباره به عنوان نشان این کشور برگزیده شد سه شیر واقع در این نشان از نشان سپاه والدمار دوم پادشاه دانمارکی است که شمال این کشور را فتح کرد دولت دانمارکی‌تبار حاکم بر استونی این نشان را برای خود برگزید(۱۳۴۳ میلادی) و از آن پس در نشان‌های حکام استونی مورد استفاده قرار گرفت.

## نگارخانه

نشان رسمی جمهوری سوسیالیستی استونی شوروی